# Gülçiçek Hatun

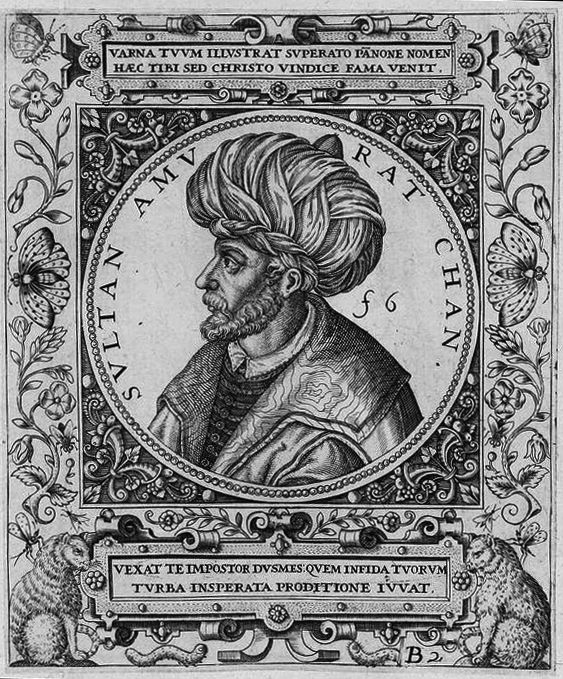
Manžel Gülçiçek Hatun, sultán Murad I.

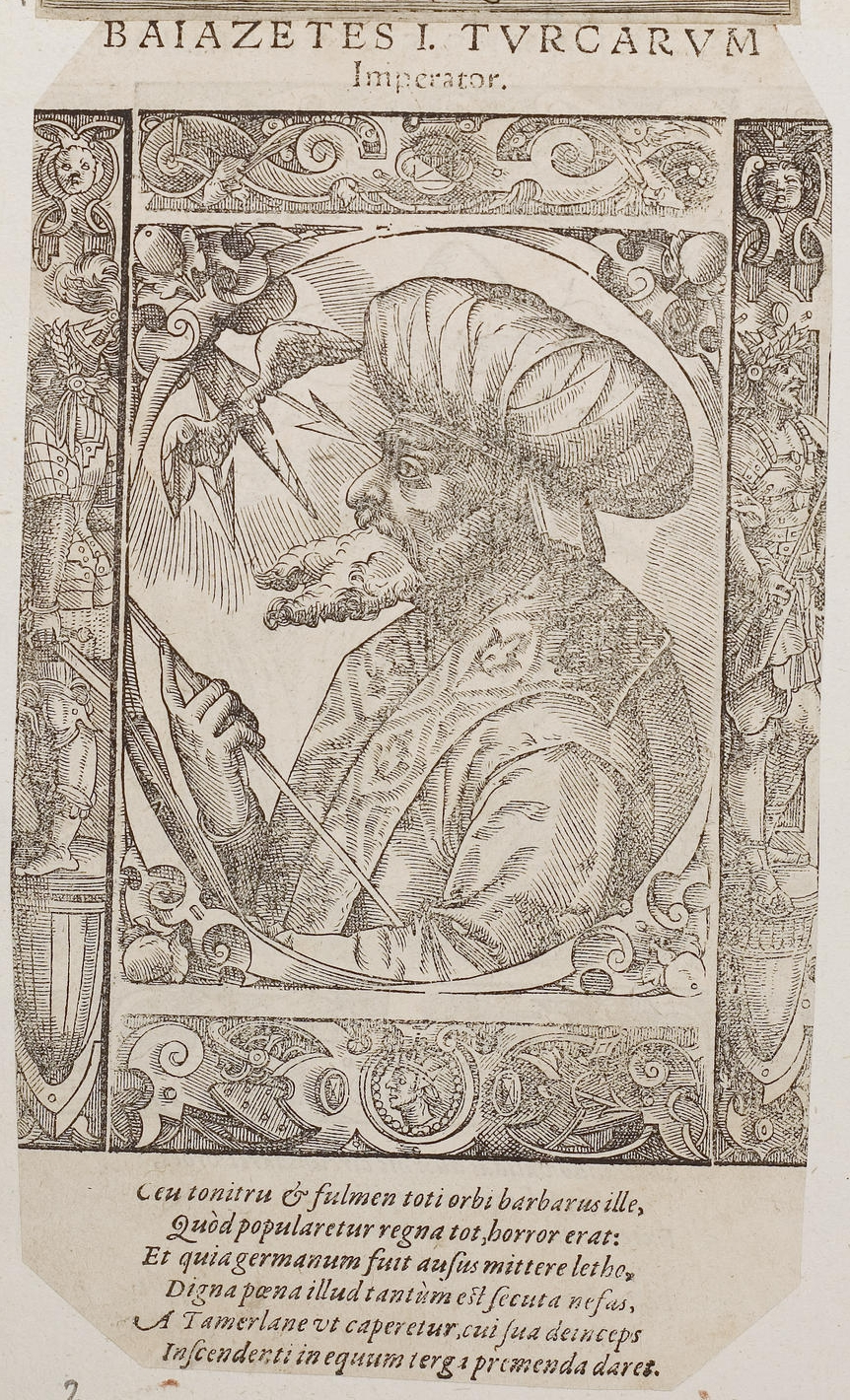
Syn Gülçiçek Hatun, sultán Bajezid I.

Gülçiçek Hatun (osmansky گلچیچک خاتون‎, řecky Γκιουλτσιτσέκ Χατούν, Gülçiçek – růže květ) byla první manželkou osmanského sultána Murada I. a Valide Sultan během vlády jejího syna, sultána Bayezida I.

## Biografie
Údajně byla Gülçiçek manželkou Aclana Beye, jednoho z anatolských muslimských princů z knížectví Karadis. Byla zajata jako otrokyně v roce 1344, když sultán Orhan I. dobyl knížectví Karadis a byla odvedena do jeho harému. O pár let později, když Orhanův syn Murad dospěl, byla za něj Gülçiçek provdána; než se však za něj provdala, odmítala spoustu muslimských jmen a chtěla si nechat své rodné jméno, dokud jí Murad nestanovil jméno Gülçiçek. Provdala se za něj v roce 1359. Takto její příběh napsán v harémové kronice.
Porodila Muradovi dva syny, Bayezida I. a Yahşi Beyovi. Během svého života založila několik náboženských a charitativních nadací, které byly veřejné a pro všechny muslimské obyvatele. Se svými příjmy si postavila mešitu v Burse, kde je také pochována.